# Аблаево (Туймазинский район)
Аблаево (баш. Аблай) — село в Туймазинском районе Республики Башкортостан Российской Федерации. Входит в состав Какрыбашевского сельсовета.

## История
Название происходит от личного имени Аблай. 

## География

### Географическое положение
Расстояние до:
- районного центра (Туймазы): 21 км,
- центра сельсовета (Какрыбашево): 9 км,
- ближайшей ж/д станции (Туймазы): 21 км.

## Население
| 2002 | 2009 | 2010 |
| ---- | ---- | ---- |
| 280  | ↗310 | ↗315 |

Национальный состав
Согласно переписи 2002 года, преобладающие национальности — башкиры (61 %), татары (37 %).